# 貝克爾巴赫河
51°54′25″N 8°27′52″E / 51.90694°N 8.46444°E

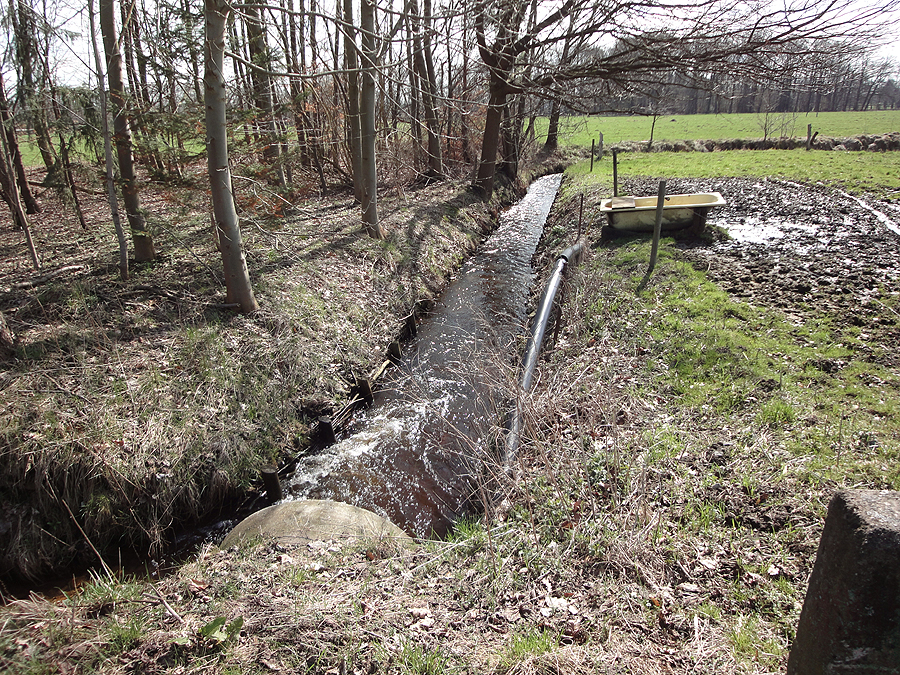

貝克爾巴赫河（德語：Bekelbach），是德國的河流，位於該國西部，處於北萊茵-威斯特法倫州，屬於達爾克河的右支流，河道全長6.8公里，發源自比勒費爾德。